# Дубинин, Сергей Константинович
Серге́й Константи́нович Дуби́нин (род. 10 декабря 1950 года, Москва) — российский экономист, менеджер, председатель Центрального банка Российской Федерации (1995—1998), председатель наблюдательного совета Банка ВТБ (2011—2015, с 14 декабря 2016 по 2017), член совета директоров и советник (с 2011) «ВТБ Капитал».

## Происхождение
Отец Константин Иосифович Дубинин (1918—1986). В 1939 году окончил Московский историко-архивный институт. С августа 1941 года по март 1942 года охранял эвакуированные из Симферополя (Центрального музея Тавриды) в Тюмень крымское золото и античные музейные ценности. Затем последовательно занимал посты 1-го секретаря Тюменского горкома ВЛКСМ, 2-го секретаря Омского обкома ВЛКСМ, после учреждения в 1944 году Тюменской области стал 1-м секретарём Тюменского обкома ВЛКСМ. Участвовал в возвращении в марте 1945 года из Тюмени в Москву саркофага с телом В. И. Ленина. В 1947 году переведён в Москву.

## Образование
Окончил экономический факультет Московского государственного университета (1973) по специальности «экономист, преподаватель политэкономии». Кандидат экономических наук (1977; тема диссертации «Сельскохозяйственный кредит в США»). Доктор экономических наук (1990; тема диссертации «Бюджетно-финансовое регулирование экономики и его воздействие на конкурентоспособность национального хозяйства капиталистических стран»).

## Карьера
- В 1973—1977 — аспирант экономического факультета МГУ, ассистент кафедры экономики зарубежных стран и внешнеэкономических связей экономического факультета МГУ.
- В 1977—1981 — старший преподаватель кафедры экономики зарубежных стран и внешнеэкономических связей экономического факультета МГУ.
- В 1981—1991 — доцент кафедры экономики зарубежных стран и внешнеэкономических связей экономического факультета МГУ.
- В 1991—1992 — экономический эксперт аппарата президента СССР.
- В 1992—1993 — заместитель председателя Государственного комитета Российской Федерации по экономическому сотрудничеству с государствами членами СНГ.
- В марте 1993 — январе 1994 — первый заместитель министра финансов Российской Федерации.
- В январе — октябре 1994 — и. о. министра финансов Российской Федерации (был уволен с этого поста после «черного вторника» 11 октября 1994 — обвального падения курса рубля на биржевых торгах).
- В ноябре 1994 — октябре 1995 — первый заместитель председателя правления коммерческого банка «Империал», где ему, в частности, было поручено курирование вопросов обслуживания крупнейшего акционера и клиента «Империала» — компании «Газпром».

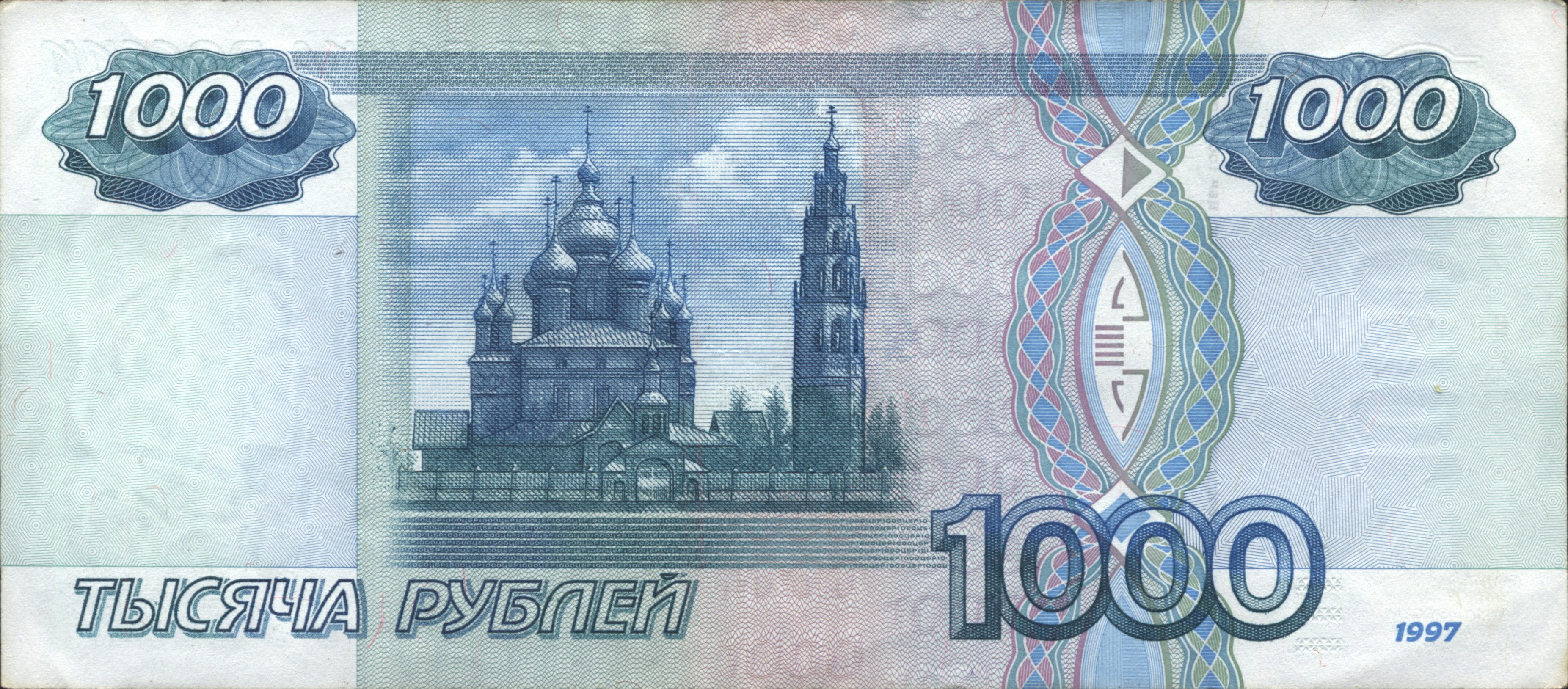
Купюра достоинством в 1000 рублей образца 1997 года

- 1995 — Член правления ОАО «Газпром».
- Октябрь 1995 — сентябрь 1998 гг. — председатель Центрального банка Российской Федерации. В период его руководства ЦБ была проведена деноминация рубля (в соотношении 1000:1), в полноценном денежном обороте вновь появились мелкая разменная монета достоинством в 1, 5, 10 и 50 копеек. В марте 1996 и в июле 1997 на С. Дубинина были совершены покушения: неизвестные обстреливали окна его квартиры — пострадавших в результате данного происшествия не было. Говоря о тяжёлой экономической ситуации, Михаил Касьянов вспоминал: «Дубинин, который хорошо понимал всю тяжесть ситуации, отчаянно боялся реакции Ельцина. Ведь он объявил жесткий валютный коридор и обещал президенту удержать рубль. Дубинин думал, что если скажет президенту правду, тот сразу его „растопчет“ и уволит, как это когда-то случилось с Геращенко после „чёрного вторника“»[2]. Был освобождён от занимаемой должности после дефолта августа 1998. Проведённый[3][неавторитетный источник] позднее Генеральной прокуратурой Российской Федерации компьютерный анализ заключённых сделок показал, что С. Дубинин участвовал в спекуляциях на рынке ГКО, что в дальнейшем стало одной из причин дефолта 1998 года.
- 1998—2001 — заместитель председателя правления ОАО «Газпром», курировал вопросы, связанные с банками и ценными бумагами.
- С 9 ноября 2001 — заместитель председателя правления РАО «ЕЭС России».
- С 26 марта 2004 — член правления РАО «ЕЭС России».
- С 2005 — финансовый директор РАО «ЕЭС России».
- С 1 октября 2008 — член Совета директоров ЗАО «ВТБ Капитал».
- С 16 июня 2011 по 25 июня 2015 — председатель наблюдательного совета Банка ВТБ.
- С 10 февраля 2014 — заведующий кафедрой «Финансы и кредит» экономического факультета МГУ.[4]
- С 25 июня 2015 — член наблюдательного совета Банка ВТБ, член комитета по стратегии и корпоративному управлению.
- С 14 декабря 2016 — председатель наблюдательного совета Банка ВТБ[5].

## Труды и публикации
- Кризис бюджетно-финансового регулирования экономики капитализма. — М.: Изд-во МГУ, 1984. — 99 с.
- Бойченко А. В., Дубинин С. К. Финансы, кредит и валютные отношения зарубежных стран. — М., 1989. — 108 с.
- Всё дальше на Дальний Запад (1990).
- Macroeconomic Stabilization in Russia: The Lessons of 1992—1995 and the Outlook for 1996—1997 (1995).
- Свобода и (или) равенство. Либеральная идея в России // Время новостей. — 2004. — 6 мая.
- Россия и Европа: Украинский перекресток // Ведомости. — 2005. — 6 апр.
- Великая стена // Время новостей. — 2005. — 31 авг.
- Четвёртая русская революция // Отечественные записки. — 2005. — № 3.
- Россия против кризиса. Кто победит? [все сценарии развития, мифы о мировом кризисе, план действий для среднего класса, светлое будущее или тупик] — М.: Астрель, Олимп, 2009. — 382 с. — ISBN 978-5-9648-0281-5.

В 1997 году на заработную плату сотрудникам Центробанка истрачена сумма, равная 2 % федерального бюджета и сопоставимая с суммой расходов, затраченных на всё государственное управление. Сам С. Дубинин получил в 1997 году совокупный валовой доход почти 1,3 млрд руб., также Центробанк оказал ему дополнительную финансовую помощь в 10,2 млн неденоминированных рублей. Доход С. Дубинина был равен заработной плате 210 министров и депутатов небольшого города.

## Награды и звания
- 2005 — Почётная грамота Правительства Российской Федерации — за большой личный вклад в строительство и ввод в промышленную эксплуатацию Бурейской ГЭС[7].
- 1997 — Медаль «В память 850-летия Москвы»[8].
- Почетный знак «За заслуги перед российской электроэнергетикой».
- «Лучший независимый директор года», премия «Аристос-2013»[9].
- Лауреат Всероссийской премии финансистов «Репутация» 2013 года в номинации «Лучший независимый директор финансового рынка»[10].
- наградное оружие[11]

## Должности в других организациях
- Член Совета директоров ОАО АК «АЛРОСА»;
- член Совета директоров ОАО ФК «Открытие»;
- член Совета директоров ЗАО «ВТБ Капитал»;
- член Совета директоров ООО «Холдинг ВТБ Капитал Ай Би»;
- член Совета директоров ЗАО «Холдинг ВТБ Капитал».